# Scherma ai Giochi della IX Olimpiade
La scherma alle Olimpiadi estive del 1928 fu rappresentata da sette eventi.

## Eventi
| Arma     | Uomini      | Uomini    | Donne       | Donne     | Totale |
| Arma     | Individuale | A squadre | Individuale | A squadre | Totale |
| -------- | ----------- | --------- | ----------- | --------- | ------ |
| Spada    | ■           | ■         | N/D         | N/D       | 2      |
| Fioretto | ■           | ■         | ■           | N/D       | 3      |
| Sciabola | ■           | ■         | N/D         | N/D       | 2      |
| Totale   | 3           | 3         | 1           | 0         | 7      |

## Podi

### Uomini
| Evento                          | Oro | Argento                                                                                            | Bronzo |
| Spada                           | | | |
| Spada individuale (dettagli)    | Lucien Gaudin | Georges Buchard                                                                                    | George Calnan                                                                                               |
| Spada a squadre (dettagli)      | Italia Giulio Basletta Marcello Bertinetti Giancarlo Cornaggia-Medici Carlo Agostoni Renzo Minoli Franco Riccardi | Francia Georges Buchard Armand Massard Gaston Amson Émile Cornic Bernard Schmetz René Barbier      | Portogallo Paulo Leal Mário de Noronha Jorge de Paiva Frederico Paredes João Sassetti Henrique da Silveira  |
| Fioretto                        | | | |
| Fioretto individuale (dettagli) | Lucien Gaudin | Erwin Casmir                                                                                       | Giulio Gaudini                                                                                              |
| Fioretto a squadre (dettagli)   | Italia Ugo Pignotti Giulio Gaudini Giorgio Pessina Gioacchino Guaragna Oreste Puliti Giorgio Chiavacci            | Francia Philippe Cattiau Roger Ducret André Labatut Lucien Gaudin Raymond Flacher André Gasboriaud | Argentina Roberto Larraz Raúl Anganuzzi Luis Lucchetti Héctor Lucchetti Carmelo Camet                       |
| Sciabola                        | | | |
| Sciabola individuale (dettagli) | Ödön von Tersztyánszky                                                                                            | Attila Petschauer                                                                                  | Bino Bini                                                                                                   |
| Sciabola a squadre (dettagli)   | Ungheria Ödön von Tersztyánszky János Garay Attila Petschauer József Rády Sándor Gombos Gyula Glykais             | Italia Bino Bini Oreste Puliti Giulio Sarrocchi Renato Anselmi Emilio Salafia Gustavo Marzi        | Polonia Adam Papée Tadeusz Friedrich Kazimierz Laskowski Władysław Segda Aleksander Małecki Jerzy Zabielski |

### Donne
| Evento                          | Oro          | Argento        | Bronzo       |
| Spada                           |              |                |              |
| Fioretto individuale (dettagli) | Helene Mayer | Muriel Freeman | Olga Oelkers |

## Medagliere
| Posizione | Paese       |   |   |   | Totale |
| --------- | ----------- | - | - | - | ------ |
| 1         | Francia     | 2 | 3 | 0 | 5      |
| 2         | Italia      | 2 | 1 | 2 | 5      |
| 3         | Ungheria    | 2 | 1 | 0 | 3      |
| 4         | Germania    | 1 | 1 | 1 | 3      |
| 5         | Regno Unito | 0 | 1 | 0 | 1      |
| 6         | Argentina   | 0 | 0 | 1 | 1      |
| 6         | Polonia     | 0 | 0 | 1 | 1      |
| 6         | Portogallo  | 0 | 0 | 1 | 1      |
| 6         | Stati Uniti | 0 | 0 | 1 | 1      |
| Totale    | Totale      | 7 | 7 | 7 | 21     |